# 카혼

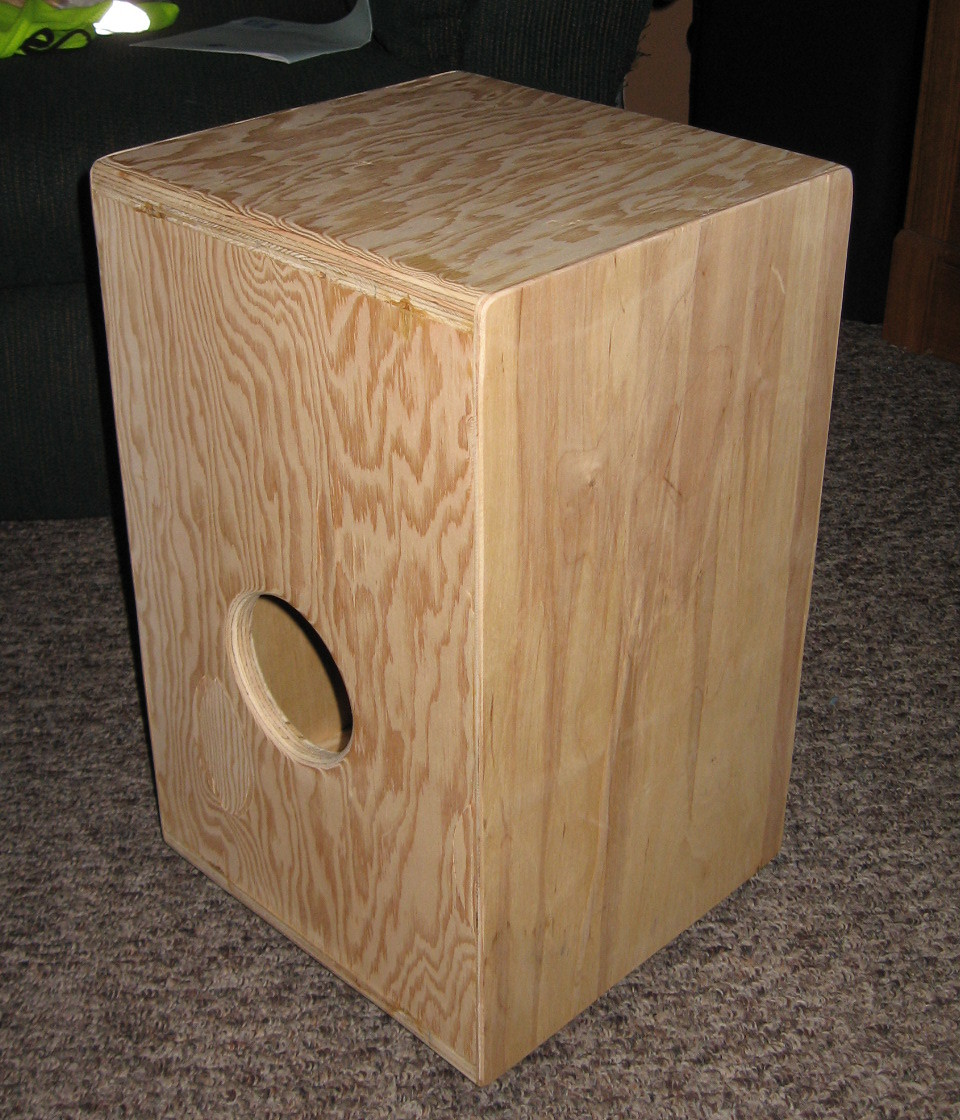

카혼(스페인어: Cajón)은 페루의 타악기다. 몸울림악기로 분류된다.
페루에서 온 상자 모양의 타악기로, 앞면이나 뒷면(일반적으로 얇은 합판)을 손이나 손가락 또는 때로는 붓, 망치, 막대기와 같은 도구로 두드려 연주한다. 카혼은 주로 아프리카계 페루 음악(특히 뮤지컬 크리올라)에서 연주되지만 플라멩코에도 도입되었다. 카혼이라는 용어는 쿠바의 cajón de rumba, 멕시코의 cajón de tapeo에서와 같이 라틴 아메리카 음악에 사용되는 다른 상자 드럼에도 적용된다.